# ぱんきす!
『ぱんきす!』は、ディー・エル・イー、スターダストプロモーションが展開しているメディアミックス型コンテンツ。

## 概要
アニメ・舞台・俳優・コミック・音楽の5つのメディアで展開するメディアミックス型コンテンツ。5つのメディアを活用することから「5次元プロジェクト」と呼ばれている。

## キャラクター
チャイコ・コ・チャンコ・ドドスコイ
声 - 石田知之
弦楽器専科。真面目で努力家だが、どんな楽器を弾いてもポヨヨーンとしか鳴らない。
テオドール・マタドール
声 - 佐藤匠
ピアノ専科。絶対音感を持つが15秒以上旋律を保てない。妹が、29人いる、らしい。
レンタロウ・ウォーターホール
声 - 大山聖文
管楽器専科。成績はいいものの、楽曲を譜面通りに演奏できない。
ポコ・バードランド
声 - 結木滉星
打楽器専科。リズム感は抜群だが、演奏するたびに楽器破壊をしてしまう。
ノヴァ・ブルーノート
声 - 松井健太
弦楽器専科。初等科首席卒業であったが、中等科2年のある日を境に出席日数が激減、本人曰く「闇の囁きに答えただけ」。
コーン・ジョワリー教頭
声 - 山口勝平
聖ミューズ学院の教頭。
マギー
声 - 上野アサ
落ちこぼれ5人の指導教員。
ホワイトノイズ様
声 - 浪川大輔
世の中のきれいな音を消し去り雑音で満たそうと企んでいる。どんな楽器を弾いてもポヨヨーンとしか鳴らないチャイコを「ノイズの申し子」と呼び、仲間に引き入れたいと考えている。
ハム
声 - 高橋広樹
ノイズブラザーズの一人。自称、絶音のハム。
ヒス
声 - 岡本信彦
ノイズブラザーズの一人。自称、邪音のヒス。
ショット
声 - 檜山修之
ノイズブラザーズの一人。自称、狂音のショット。
デキル・メーモンド
声 - 江口拓也
レンタロウと腐れ縁な昔からの付き合いがある知り合い。学院長の血縁者。女子生徒にモテモテ。

## テレビアニメ
『ぱんきす!2次元』のタイトルで、2015年1月8日よりBS11で、5分枠の短編アニメとして放送。
2016年1月よりMUSIC LAUNCHERにて再放送。地方応援プロジェクトとして、ご当地キャラとコラボしたエンディングが使用されている。

### ストーリー
“音の精霊”達の学び舎、“聖ミューズ学院“の5人の落ちこぼれたちが学院からのミッションを解決してゆく。

### スタッフ
- 監督 - 篠原ぱらこ
- 脚本 - 中野守、篠原ぱらこ
- ロゴデザイン - 本郷純
- キャラクターデザイン・監修 - 大宮一仁
- 作画監督 - 高道麻樹子
- 音楽制作 - 押谷沙樹
- 音響監督 - はたしょう二
- 制作スタジオ - DLE
- 製作 - 椎木隆太、細野義朗
- プロデューサー - 後藤阿梨紗、広長仁、小田元浩、吉村文雄、秋田愛一郎、宮崎武洋、金子学
- 製作 - ぱんきす!製作委員会

### 主題歌
エンディングテーマ「コーヒーが飲めません」
作詞・作曲・編曲 - 岡部波音 / 歌 - M!LK
再放送エンディングテーマ「みんなでぺいぺい！〜磐田の町に出発だ!!〜」（1・2月）
作詞 - 綾部ふゆ / 作曲 - 渡部チェル / 歌 - 恵比チリDAN
磐田市のしっぺいとのコラボソング。
再放送エンディングテーマ「ドレミファナラシド♪」（2・3月）
作詞 - 綾部ふゆ / 作曲 - 渡部チェル / 歌 - 恵比チリDAN
習志野市のナラシド♪とのコラボソング。

### 各話リスト
| 話数    | サブタイトル |
| ------- | ------------ |
| 第1話♪  | だめっこ！   |
| 第2話♪  | とくべつ！   |
| 第3話♪  | まぼろし！   |
| 第4話♪  | そうおん！   |
| 第5話♪  | なんまた！   |
| 第6話♪  | くさすぎ！   |
| 第7話♪  | かんゆう！   |
| 第8話♪  | なぐさめ！   |
| 第9話♪  | もうしご！   |
| 第10話♪ | さまきゃん！ |
| 第11話♪ | でんせつ！   |
| 第12話♪ | しんそう！   |
| 第13話♪ | もてすぎ！   |
| 第14話♪ | のいずけ！   |
| 第15話♪ | かぜひく！   |
| 第16話♪ | しゅうげき！ |
| 第17話♪ | かみがた！   |
| 第18話♪ | まよいご！   |
| 第19話♪ | まつりだ！   |
| 第20話♪ | たいけつ！   |
| 第21話♪ | みすこん！   |
| 第22話♪ | ひびわれ！   |
| 第23話♪ | げきりん！   |
| 第24話♪ | そつぎょう？ |

### 放送局
| 放送期間               | 放送日時               | 放送局 | 放送地域 | 備考         |
| ---------------------- | ---------------------- | ------ | -------- | ------------ |
| 2015年1月8日 - 6月18日 | 木曜 23:54 - 金曜 0:00 | BS11   | 日本全域 | 『ANIME+』枠 |

ネット配信
| 配信期間               | 配信時間                   | 配信サイト         | 備考       |
| ---------------------- | -------------------------- | ------------------ | ---------- |
| 2015年1月9日 - 6月19日 | 金曜 0:00 更新（木曜深夜） | ニコニコチャンネル | ネット配信 |

## 舞台
『ぱんきす!3次元』のタイトルで上演。公開収録のODS版を2015年2月下旬から3月下旬に収録して年内に劇場公開を予定していたが、その後告知はなく実現しなかった模様である。ODSこそ実現しなかったが、舞台化は合計4度行われた。

### 公演リスト
第1回
2015年2月13日 - 15日にスタジオアルタで上演。
第2回
2015年6月26日 - 28日に『ぱんきす!3次元〜ストレンジ・カインド・オブ・ボーイ〜』の題でSuper Deluxeにて上演。
第3回
2015年8月28日 - 30日に『ぱんきす!3次元〜ファースト・ラスト・ギグ？〜』の題でスタジオアルタにて上演。
第4回
2016年5月28日 - 29日に『ぱんきす!3次元〜Rebirth＆Growth 復活、そして増殖〜』の題で川崎市アートセンターアルテリオ劇場にて上演。

### スタッフ
演出・脚本 - 鈴木勝秀

### 関連商品
- 「ぱんきす!ソングコレクション」
- 「ぱんきす!3次元 DVD」

## 漫画版
2015年3月10日発売の『月刊ニュータイプ』4月号より連載。作画はねぎま岳春。